# Saccharomycetaceae
Saccharomycetaceae é uma família de leveduras na ordem Saccharomycetales que se reproduzem por gemulação. As espécies desta família têm uma distribuição cosmopolita, e estão presentes numa ampla variedade de habitats, especialmente aqueles com abundantes fontes de carboidratos. A família contém a espécie Saccharomyces cerevisiae, provavelmente o fungo com maior importância económica.

## Género
Segundo o Outline of Ascomycota 2007, existem vinte géneros nesta família, embora para vários deles (marcados com ponto de interrogação abaixo), a sua colocação é incerta e requer mais estudo.
Brettanomyces

Candida

?Citeromyces

?Cyniclomyces

?Debaryomyces

?Issatchenkia

Kazachstania (sinónimo com Arxiozyma)

Kluyveromyces

Komagataella

Kuraishia

Lachancea

?Lodderomyces

Nakaseomyces

?Pachysolen

Pichia

Saccharomyces

Spathaspora

Tetrapisispora

Vanderwaltozyma

Torulaspora

?Williopsis

Zygosaccharomyces

Zygotorulaspora